# Narazeni
Narazeni (en georgiano: ნარაზენი; en megreliano: ნარაზენი) es un pueblo de Georgia ubicada en el centro de la región de Mingrelia-Alta Esvanetia, parte del municipio de Zugdidi.

## Geografía
El pueblo de Narazeni es en parte montañoso y el río Chanistskali atraviesa el pueblo. 

## Historia
El pueblo estaba en la ruta de tránsito en el período de la ruta de la Seda.
Durante el período soviético, Narazeni era un pueblo agrícola. Había plantaciones de té, jardines de frutas y plantaciones de mandarinas.

## Demografía
La evolución demográfica de Narazeni entre 2002 y 2014 fue la siguiente:
| 1662                                            | 2345 |
| (Fuente: Population of Georgia in Soviet times) |      |

Según el censo de 2014, el 99,6% de la población son georgianos (mingrelianos).

## Infraestructura

### Educación
En el pueblo hay tres escuelas y una guardería. 

## Cultura

### Medios de comunicación
Durante el período soviético, se publicó en el pueblo un periódico en idioma megreliano llamado Narazenish Chai.